# Metepeira karkii
Metepeira karkii är en spindelart som först beskrevs av Albert Tullgren 1901.  Metepeira karkii ingår i släktet Metepeira och familjen hjulspindlar. Inga underarter finns listade i Catalogue of Life.